# 트리거: 데스 배틀
《트리거: 데스 배틀》(영어: Triggered)은 2020년 공개된 남아프리카 공화국의 액션 코미디 공포 영화이다. 2020년 8월 28일 프라이트페스트에서 상영되었다.

## 줄거리
사망한 아들이 친구들과의 모임에서 살해됐다는 의심을 품은 아버지가 아들 친구들에게 시한폭탄을 채우고 적자생존 게임을 시작한다.

## 출연진
- 레이너 스워트 - 리언 밀러 역
- 리슬 에일러스 - 에린 콜먼 역
- 캐머런 스콧 - PJ 역
- 스티븐 존 워드 - 에즈라 역
- 숀 캐머런 마이클 - 피터슨 씨 역